# تاریخ یهودیان در موناکو

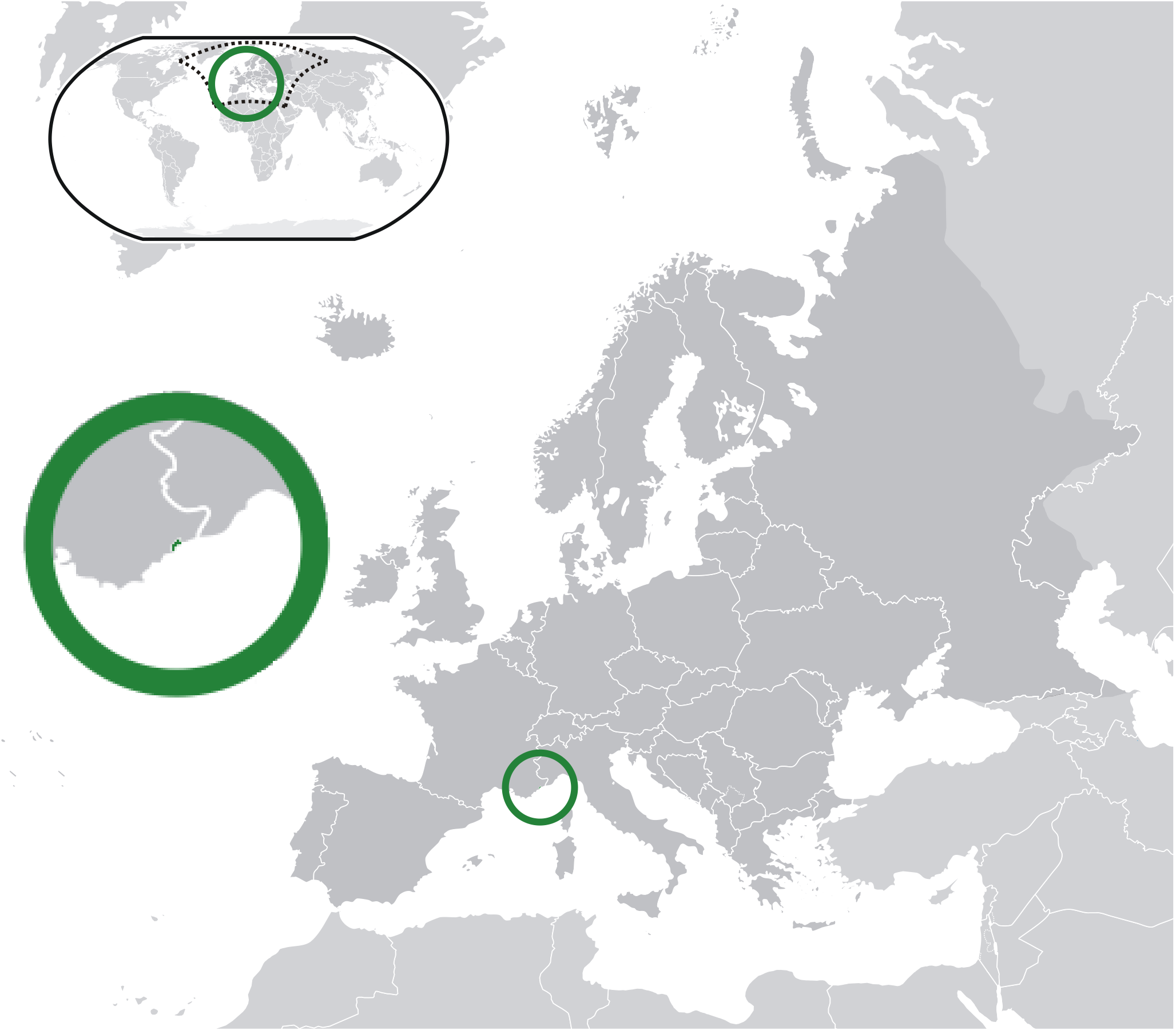
موقعیت موناکو (سبز تیره، دایره ای) در اروپا

تاریخ یهودیان در موناکو حداقل به یک سده پیش و به خصوص به زمان هولوکاست برمی گردد. موناکو پیش از جنگ جهانی دوم جمعیت یهودی کمی داشت و تقریباً شامل ۳۰۰ نفر بودند. در طول جنگ، دولت شاهنشاهی شاهزاده لوئی دوم اوراق هویتی جعلی برای ساکنان یهودی خود صادر کرد تا از آنها در برابر اخراج نازی‌ها محافظت کند. با این وجود، پلیس موناکو ۴۲ پناهنده یهودی اروپای مرکزی را دستگیر و تحویل نازی‌ها داد. ۶۰ یهودی در تاریخ ۲۷ تا ۲۸ اوت در سال ۱۹۴۲ دستگیر شدند و در مجموع ۹۰ نفر بر اساس گزارش "The Algemeiner" دستگیر شدند.
در سال ۱۹۴۸، انجمن "Cultuelle Israelite de Monaco" به عنوان سازمان رسمی جامعه یهودی موناکو تأسیس شد، و یک کنیسه، مدرسه عبری و فروشگاه غذای کوشر را در اختیار جامعه قرار می‌دهد. جامعه یهودیان امروزی در موناکو عمدتاً از بازنشستگان فرانسه و انگلستان تشکیل شده‌اند و همچنین تعداد کمی از یهودیان آفریقای شمالی و ترک نیز در این کشور حضور دارند.
در حالی که موناکو تقریباً هیچ شهروند یهودی‌ای ندارد، تقریباً ۱۰۰۰ مهاجر یهودی سایر کشورها حدود ۲٫۸۶٪ از کل ساکنان موناکو را تشکیل می‌دهند (شهروندان و غیر شهروندان در مجموع) این بدان معناست که موناکو بالاترین سرانه در کل ساکنان یهودی هر کشور در جهان خارج از اسرائیل را دارد (البته بالاترین سرانه شهروندان یهودی نیست).
موناکو روابط دیپلماتیک کامل با اسرائیل دارد.

## بنای یادبود و عذرخواهی جنگ جهانی دوم
در اوت ۲۰۱۵، شاهزاده آلبرت دوم به دلیل نقش موناکو در اخراج یهودیان به اردوگاه‌های کار اجباری آلمان نازی عذرخواهی کرد. شاهزاده در آن مناسبت از یک یادبود اختصاص داده شده به یهودیان موناکو که اخراج شده بودند، رونمایی شد و آن در گورستان موناکو قرار دارد.